# Rößberg (Naturschutzgebiet)
Das Naturschutzgebiet Rößberg liegt im Wartburgkreis in Thüringen. Es erstreckt sich südlich von Spahl, einem Ortsteil der Stadt Geisa. Nördlich des Gebietes verläuft die Landesstraße L 2603 und am südlichen Rand die Landesgrenze zu Hessen.

## Bedeutung
Das 309,3 ha große Gebiet mit der NSG-Nr. 234 wurde im Jahr 1990 unter Naturschutz gestellt.